# Silvia Häusl-Benz
Silvia Häusl-Benz (* 17. Juli 1979) ist eine österreichische Politikerin der Österreichischen Volkspartei (ÖVP). Seit 2015 ist sie Bürgermeisterin von Pörtschach am Wörther See. Von April 2018 bis April 2023 war sie Abgeordnete zum Kärntner Landtag.

## Leben

### Ausbildung und Beruf
Silvia Häusl-Benz besuchte nach der Volksschule in Pörtschach am Wörther See die Hauptschule in Moosburg und die Kärntner Tourismusschule in Villach. 1999 begann sie ein Studium der Betriebswirtschaftslehre an der Wirtschaftsuniversität Wien, 2000 wechselte sie an die Universität Klagenfurt, wo sie Angewandte Betriebswirtschaftslehre studierte. Das Studium schloss sie 2004 mit einer Diplomarbeit zum Thema Qualitätsmanagement im Tourismus mit zwei Fallbeispielen aus der Hotellerie als Magistra ab. Von 2004 bis 2015 war sie Aufsichtsratsmitglied der Pörtschacher Veranstaltungsgesellschaft m.b.H., deren Aufsichtsratsvorsitzende sie seit 2015 ist.

### Politik
Ab 2006 war sie Mitglied des Gemeinderates von Pörtschach am Wörther See, wo sie im Zuge der Gemeinderats- und Bürgermeisterwahlen in Kärnten 2015 zur Bürgermeisterin gewählt wurde. In der Stichwahl gegen den Kandidaten der FPÖ, Franz Arnold, holte sie 52,02 Prozent der Stimmen. Bei der Nationalratswahl in Österreich 2017 kandidierte sie für die Liste Sebastian Kurz - die neue Volkspartei im Regionalwahlkreis Klagenfurt.
Am 12. April 2018 wurde sie in der konstituierenden Landtagssitzung der 32. Gesetzgebungsperiode als Abgeordnete zum Kärntner Landtag angelobt, wo sie dem Ausschuss für Frauen, Generationen und Integration sowie dem Ausschuss für Gesundheit, Pflege und Soziales angehört. Im ÖVP-Landtagsklub fungiert sie neben Klubobmann Markus Malle als Klubobmann-Stellvertreterin. Vom ÖVP-Gemeindeparteivorstand wurde sie im Herbst 2020 als Bürgermeisterkandidatin für die Gemeinderats- und Bürgermeisterwahlen in Kärnten 2021 nominiert. Beim Landestag der Frauenbewegung Kärnten im Juli 2021 wurde sie als Nachfolgerin von Petra Hairitsch zur Landesleiterin gewählt. Bei der Landtagswahl in Kärnten 2023 kandidierte sie an sechster Stelle der Landesliste, erhielt aber kein Mandat und schied aus dem Landtag aus.
Silvia Häusl-Benz ist Absolventin des Kärntner Politikerinnen-Lehrganges.